# 9266 Holger
A 9266 Holger (ideiglenes jelöléssel 1978 RD10) a Naprendszer kisbolygóövében található aszteroida. Claes-Ingvar Lagerkvist fedezte fel 1978. szeptember 2-án.